# Menhir von Doonfeeny
 Der Menhir von Doonfeeny (irisch auch Cloch Fada, deutsch „langer Stein“ genannt) befindet sich etwa 3,2 Kilometer nordwestlich von Ballycastle auf einem alten Friedhof in der Nähe der alten Kirche von Doonfeeny (irisch Dún Fhíne) im Norden des County Mayo in Irland.
Der höchste Menhir (englisch Standing Stone) im County Mayo (der zweithöchste in Irland) ist eine über 4,5 Meter hohe, schlanke, scharfkantige Säule mit einem Querschnitt von 0,4 × 0,2 Metern. Der Stein ist ein christianisiertes Megalithmonument, das vor dem 11. Jahrhundert mit zwei Kreuzen versehen wurde. Ein einzeiliges lateinisches Kreuz mit gegabelten Enden und horizontaler Basis liegt über einem doppelreihigen maltesischen Kreuz mit einem gebogenen „Vogelkopf-Design“. Die Säule soll auch abgewitterte Zeichen einer Oghaminschrift tragen.
In der Nähe liegen die Céide Fields, der Menhir von Carrowtrasna, die Portal Tombs von Ballyknock und die Court Tombs von Ballyglass.